# Plamen Dereu
Plamen Christo Dereu, geboren Plamen Hristov Petkov (Veliko Tarnovo, 4 mei 1984), is een Nederlandse zanger, songwriter en producent van Bulgaarse afkomst.
In 2009 werd hij een van de 13 finalisten in seizoen 3 van de tv-reality Music Idol in Bulgarije. Na de show verhuisde Dereu naar Nederland en begon zijn eigen liedjes te schrijven. In 2015 richtte hij zijn label Sayin 'Dope op en bracht zijn debuutsingle "Heaven After All" uit, gevolgd door "It's in Your Head" met Paul Mixtailes in 2016 en "Timeless" in 2017.

## Jeugd en vroege carrière

### Jeugd
Dereu werd op 4 mei 1984 in de Republiek Bulgarije geboren en ter adoptie gegeven. Ongeveer een jaar lang was een weeshuis zijn thuis en vlak voor zijn eerste verjaardag trad hij toe tot het gezin van zijn adoptieouders Stefka Peneva Gancheva en Hristo Petkov Ganchev. Vanwege de wet van gesloten adoptie in Bulgarije, die de privacy van zijn biologische ouders beschermt, blijven hun identiteit en zijn echte geboorteplaats onbekend. Hij werd in 1985 geadopteerd en geregistreerd als geboren in Veliko Tarnovo.
Dereu groeide op in het dorp Parvomaytsi, in de buurt van Veliko Tarnovo, en werd gepest en behandeld alsof hij niet er niet bij hoorde. Muziek werd zijn passie, liefde en ontsnapping aan de realiteit. Hij zou het geld dat hij kreeg voor een nieuw jasje gebruiken om cassettebandjes en cd's te kopen. Dereu bleef dagenlang op zijn kamer en is ondergedompeld in de muziek van artiesten als Freddie Mercury, Michael Jackson, Björk en Sade, die hem hebben geïnspireerd.
Tussen 1997 en 2002 zat hij op de Prof. Dr. Assen Zlatarov middelbare school voor vreemde talen in Veliko Tarnovo met Engels als eerste taal en Duits als tweede taal. In zijn tienerleeftijd werd theater zijn passie en nam hij deel aan verschillende acteergroepen. In 2002 solliciteerde hij voor de acteursklasse in de Krastyo Sarafov National Academy for Theatre and Film Arts, maar werd een van de twee mensen, die in de laatste auditieronde niet waren aangenomen. Hij schreef zich vervolgens in voor het psychologieprogramma aan de Universiteit van Veliko Tarnovo. In 2004 stapte Dereu over op afstandsonderwijs en verhuisde hij naar de hoofdstad – Sofia. Hij werkte als stage-hand in het Bulgaarse Leger Theater met de ambitie om opnieuw in de NATFA te solliciteren. Later besloot hij zich later op zang te concentreren. Hij studeerde in 2007 af met een Bachelor in Psychologie.

### 2006-2014: Auto-ongeluk, Music Idol en de nasleep
In oktober 2006 werden Dereu en zijn partner in die tijd - de kunstenaar Borislav Varadinov - geraakt door een auto in de straten van Sofia. Het duurde een tijdje voordat ze beiden waren hersteld en op dat moment besloot Plamen dat het hoog tijd was om zijn kinderdroom om een zanger te worden te achtervolgen.
In mei 2007 begon hij zanglessen te volgen bij Alice Bovaryan, een professor aan de National Academy of Music (Bulgarije), bekend als vocale coach in Star Academy (Bulgaarse tv-serie), 2005. Minder dan een jaar later, begin 2008, maakte Dereu het naar de top 40 van de audities voor seizoen 2 van Music Idol en zijn eerste auditie werd uitgezonden op tv. In 2009 deed Dereu auditie voor seizoen 3 van Music Idol en dit keer werd hij een van de 13 finalisten en behaalde de live shows. Na zijn ervaring in de tv-realiteit besloot Dereu om een grote wending in zijn leven te nemen en verhuisde hij naar Rotterdam, waar hij begon met het componeren en schrijven van zijn eerste liedjes.

### 2015-heden: Heaven After All, It's in Your Head and Timeless
In juni 2015 richtte Plamen Dereu zijn eigen platenlabel Sayin 'Dope op en in november 2015 bracht hij zijn debuutsingle "Heaven After All" geproduceerd in samenwerking met Laurent Beemer, ook bekend als Mr. Beemer. The single heeft twee music videos's, gefilmd door zijn echtgenoot John Medema. Een maand later bracht hij "De vriendjes van 10" uit - een kinderliedje, bedoeld als project om kinderen in het basisonderwijs in de Nederlandstalige landen te helpen tellen en getallen toe te voegen tot 10. In 2016 werkte Dereu samen met Paul Mixtailes en in oktober brachten ze de single "It's in Your Head" uit, waarvan de muziekvideo ook werd gefilmd door John Medema. In juli 2017 bracht Dereu zijn single en videoclip uit voor "Timeless", gevolgd door het einde van zijn 5-jarig huwelijk in september 2017 kort daarna verhuist hij naar Amsterdam.

## Discografie

### Singles[1]
- Heaven After All (2015)[2][3]
- De vriendjes van 10 (2015)[4][5]
- It's in Your Head (2016) - with Paul Mixtailes[6][7]
- Timeless (2017)[8][9]
- Mishale (2019)[10]

### Videos[11]
- Heaven After All (2015)
- Heaven After All (DJ Moriarti Remix) (2015)
- De vriendjes van 10 (2015)
- It's in Your Head (2016) - with Paul Mixtailes
- Timeless (2017)
- Mishale (2019)

## Televisie
| Jaar | Titel      | Rol                         | Notitie            |
| ---- | ---------- | --------------------------- | ------------------ |
| 2009 | Music Idol | Hemzelf (als Plamen Petkov) | tv-show, seizoen 3 |